# Нордвелле
Нордвелле (нід. Noordwelle) — село в нідерландській провінції Зеландія. Входить до муніципалітету Схаувен-Дьойвеланд.
Його площа становить 7,87 км², а населення станом на 2021 рік складало 310 осіб.
Перша згадка про населений пункт датується 1109 роком.
До 1961 року мало статус окремого муніципалітету.

## Галерея

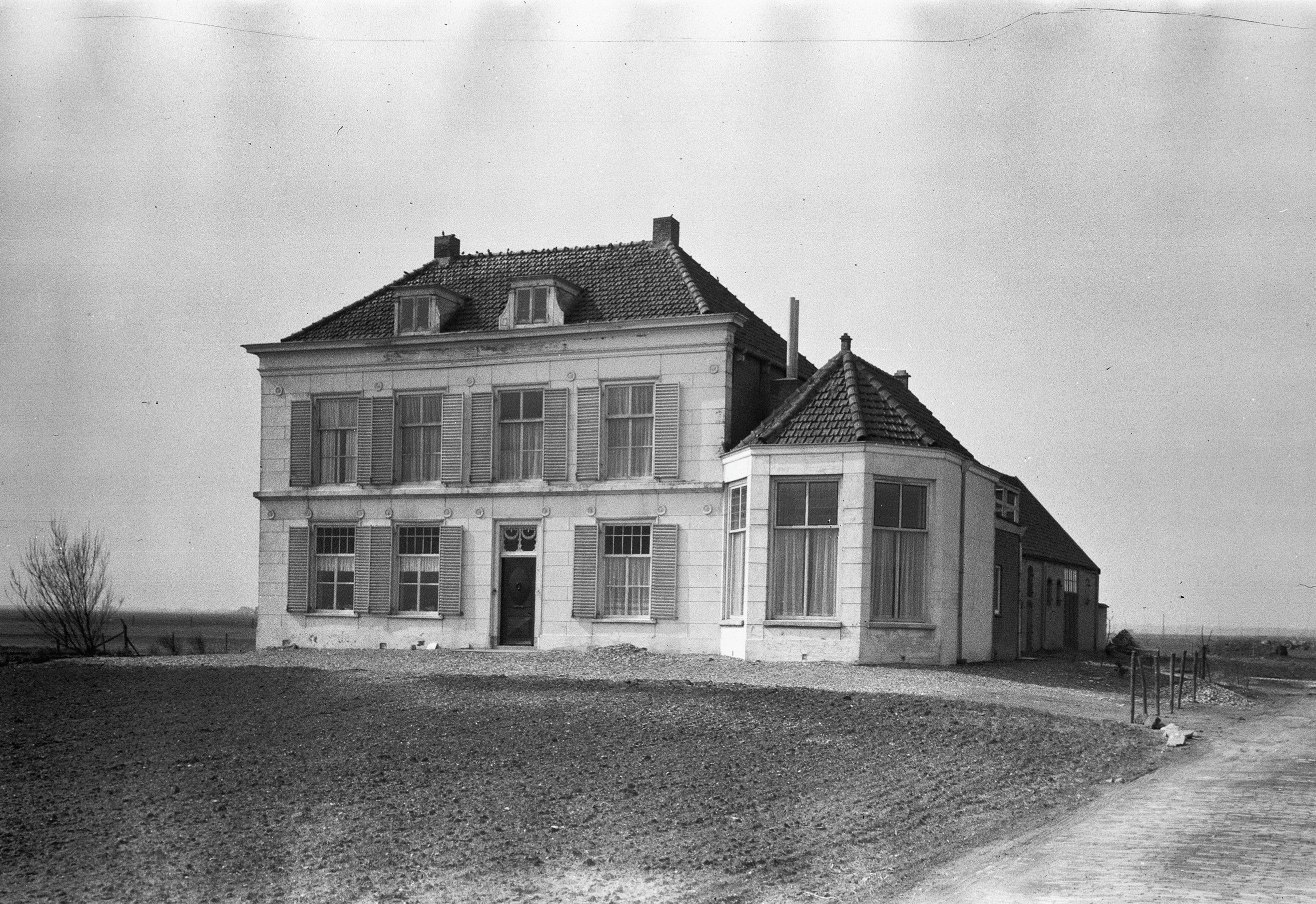
Вілла у Нордвелле
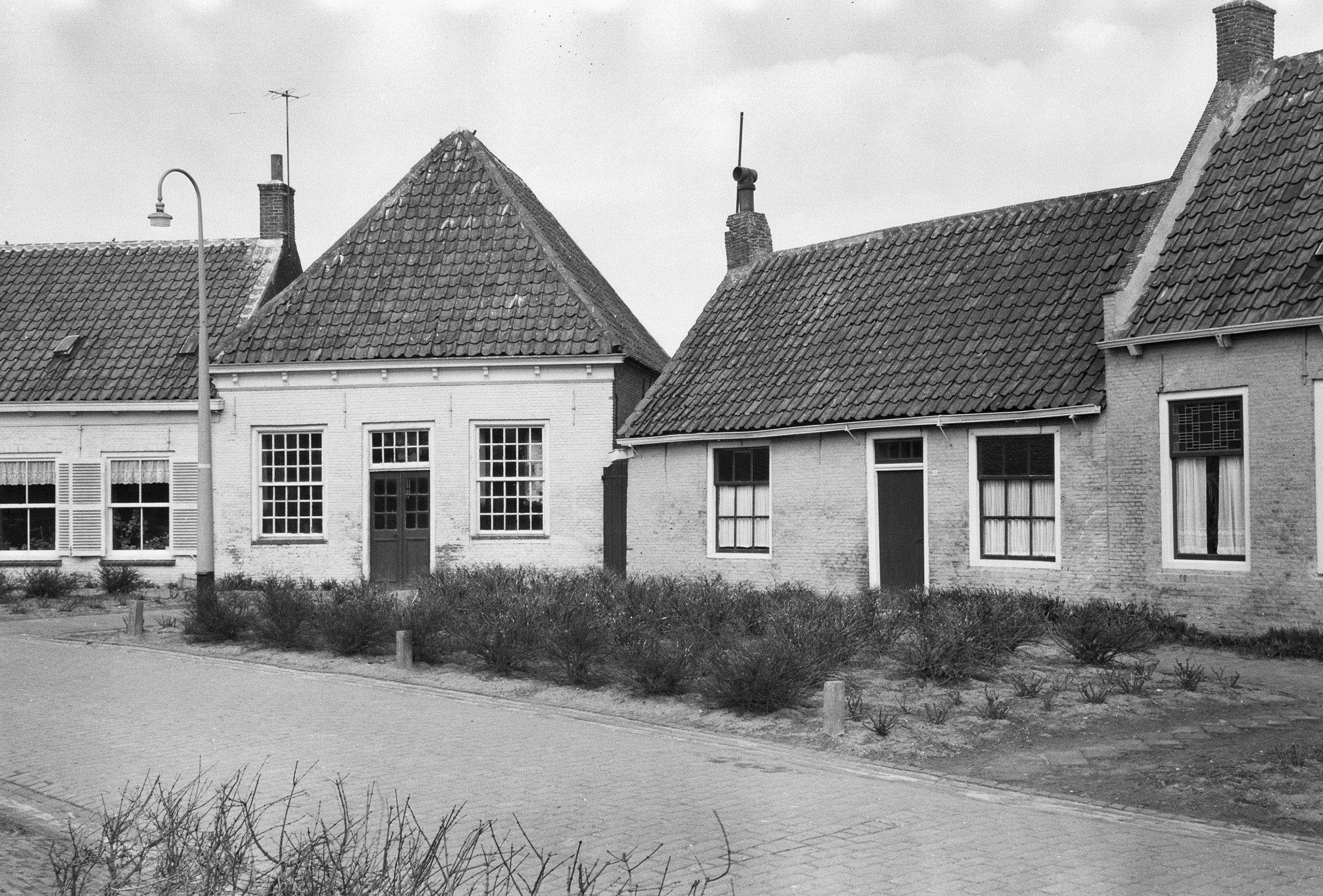
Сільська забудова